# Fiodor Kułakow
Fiodor Dawydowicz Kułakow, ros. Фёдор Давы́дович Кулако́в (ur. 4 lutego 1918 w miejscowości Fitiż k. Kurska, zm. 17 lipca 1978 w Moskwie) – radziecki polityk, sekretarz Komitetu Centralnego (1965–1978) i członek Biura Politycznego KC KPZR (1971–1978), Bohater Pracy Socjalistycznej (1978).

## Życiorys
Pochodził z rodziny chłopskiej, z zawodu był agronomem. Do WKP(b) został przyjęty w 1940, od lutego 1950 do sierpnia 1955 był przewodniczącym Obwodowego Komitetu Wykonawczego w Penzie, gdzie został bliskim współpracownikiem Konstantina Czernienki. Później został wiceministrem rolnictwa ZSRR, a w latach 1959–1960 był ministrem produktów zbożowych ZSRR. W latach 1960–1964 był sekretarzem Komitetu Obwodowego KPZR w Stawropolu, od 31 października 1961 był członkiem, a od 29 września 1965 do śmierci sekretarzem KC KPZR ds. rolnictwa. Podczas swojego urzędowania w Stawropolu wspierał Michaiła Gorbaczowa, co było ważnym krokiem na drodze kariery tego drugiego. 9 kwietnia 1971 został członkiem Biura Politycznego KC KPZR, którym również pozostawał do śmierci. Urnę z jego prochami pochowano w murach Kremla; w pogrzebie wzięli udział Leonid Breżniew, Aleksiej Kosygin, Michaił Susłow, Wiktor Griszyn i Andriej Kirilenko.
Jego imieniem nazwano ulice w Stawropolu, Penzie i Moskwie.

## Odznaczenia
- Złoty Medal „Sierp i Młot” Bohatera Pracy Socjalistycznej (3 lutego 1978)
- Order Lenina (dwukrotnie – 9 lutego 1968, 2 grudnia 1971 i 3 lutego 1978)
- Order Czerwonego Sztandaru Pracy (11 stycznia 1957)
- Medal „Za pracowniczą dzielność” (25 grudnia 1959)

I medale.